# 자동차 보조 전원 콘센트

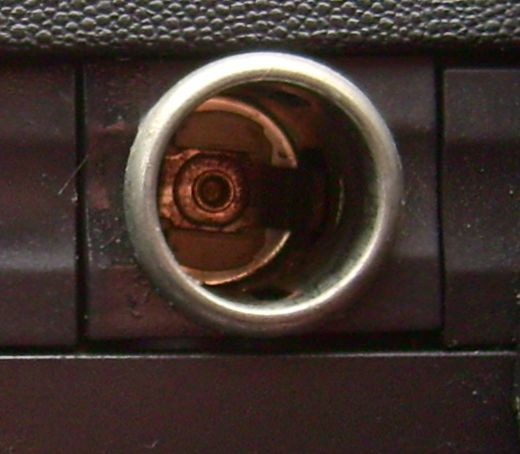
앞좌석용 보조 전원 콘센트

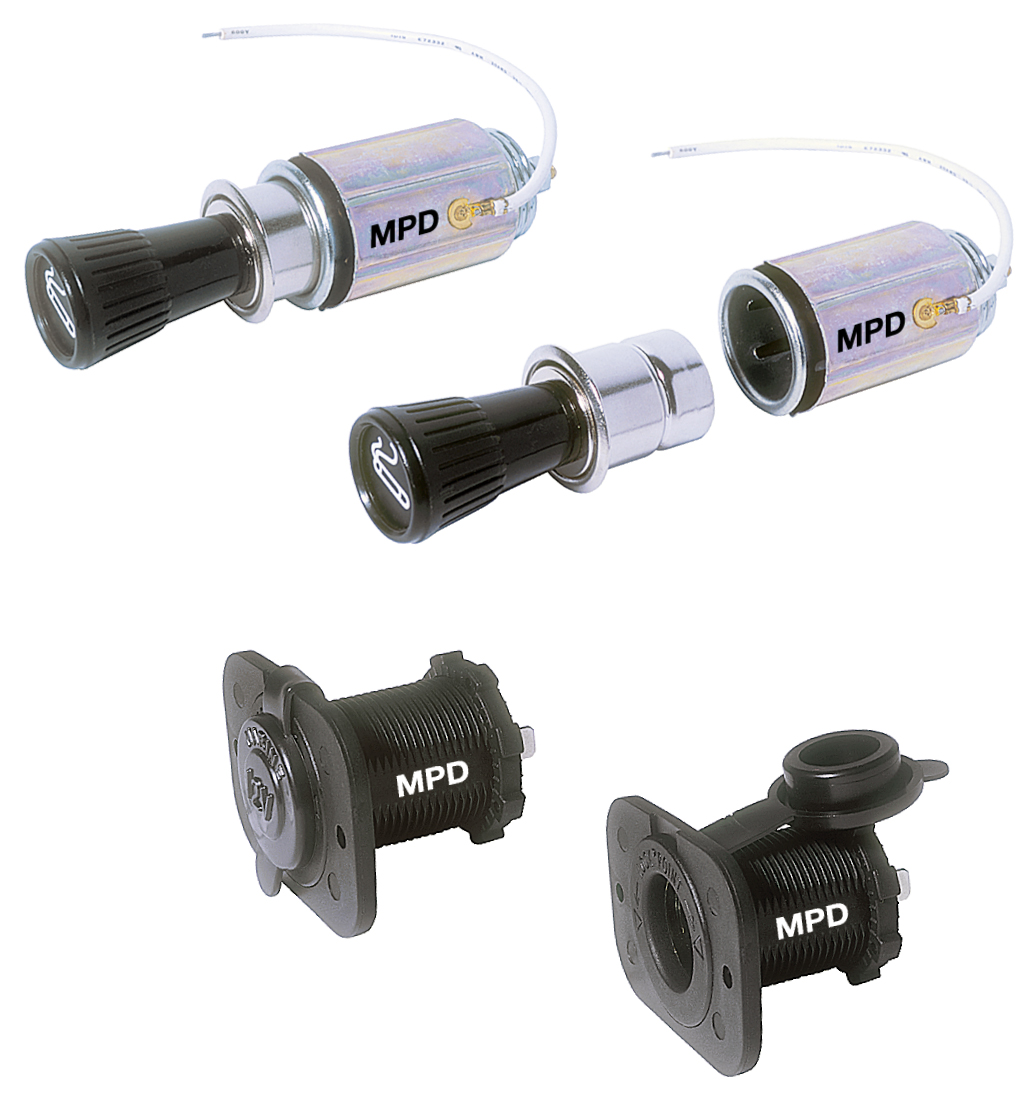
금속 및 플라스틱 담배 라이터 소켓

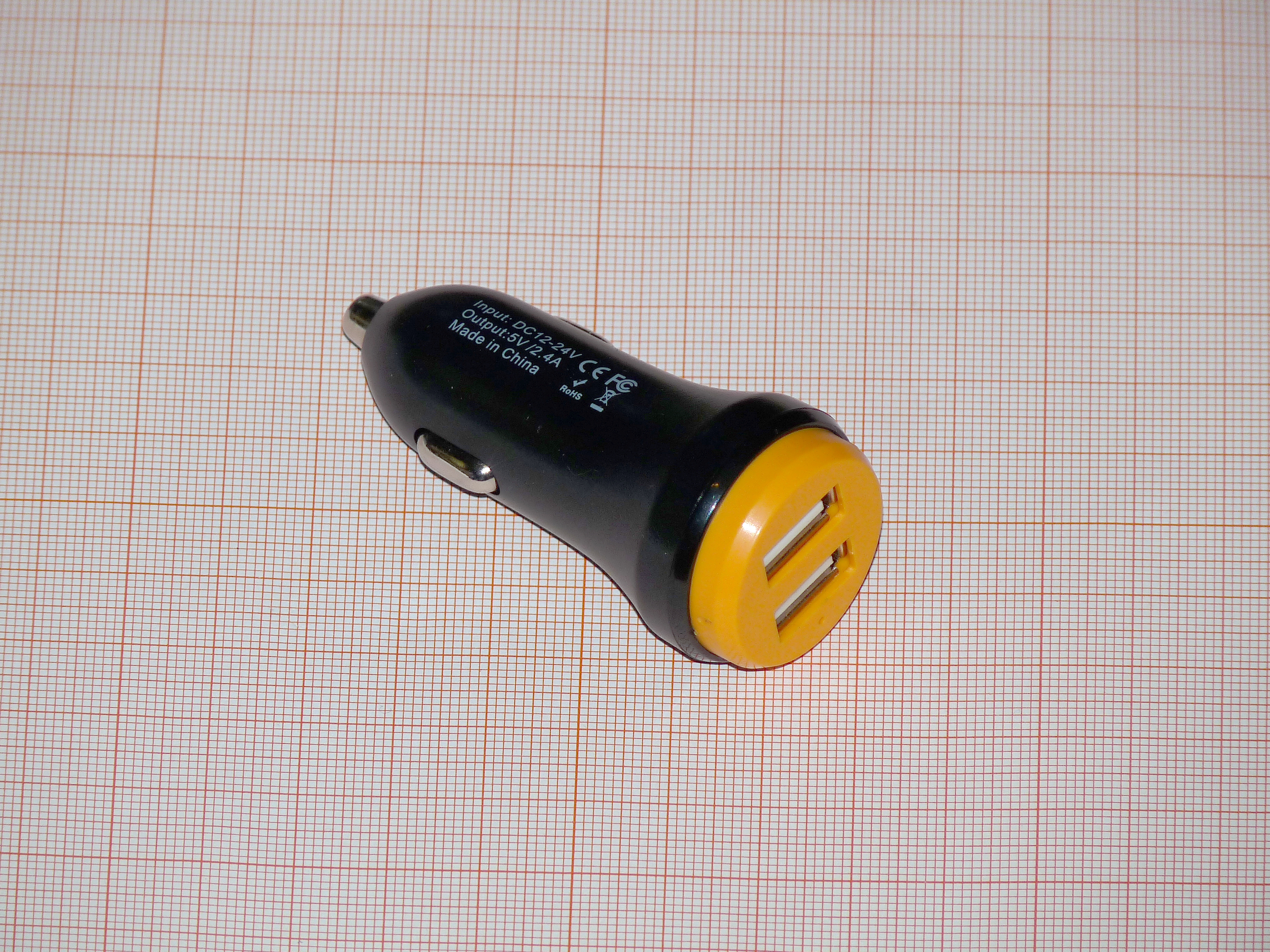
자동차용 휴대폰 충전기

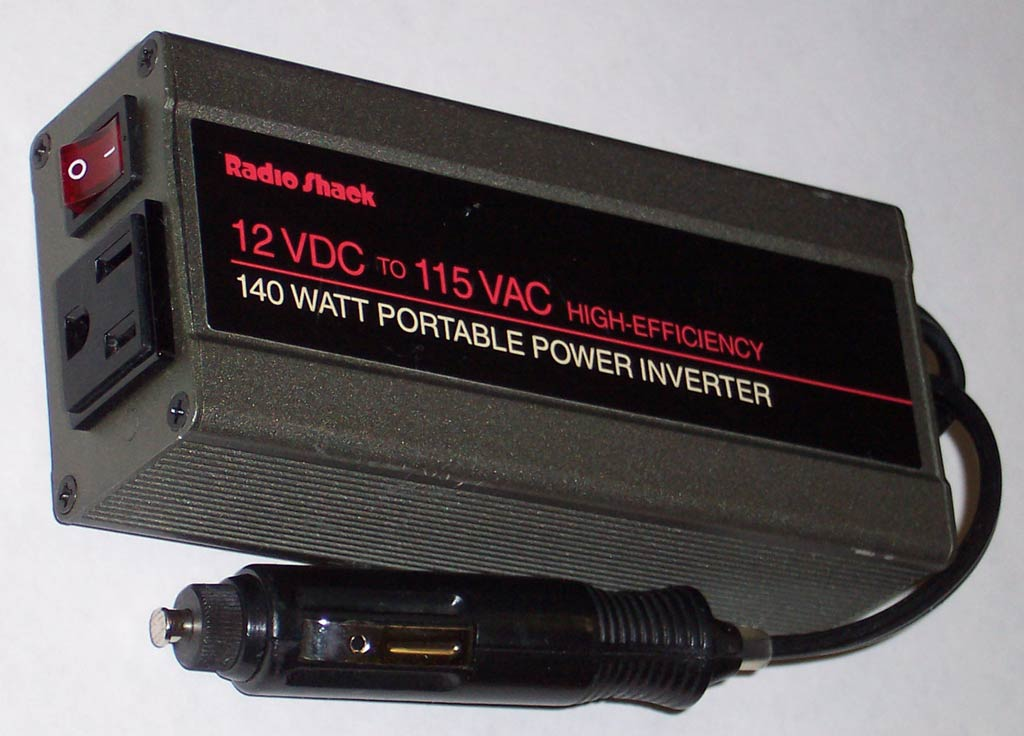
자동차 콘센트에서 가정용 기기에 전력을 공급하기 위해 60헤르츠 구형파 전력을 생산하는 전력 인버터.

자동차 보조 전원 콘센트는 자동차에서 처음에는 전기 가열식 담배 라이터에 전력을 공급하도록 설계되었지만, 자동차 내부 또는 근처에서 사용되는 휴대용 액세서리에 차량의 전기 시스템에서 직접 전력을 공급하는 사실상 표준 DC 커넥터가 되었다. 여기에는 휴대폰 충전기, 냉각팬, 휴대용 냉장고, 전기 에어펌프, 전력 인버터 등이 포함된다.
대부분의 차량에는 적어도 하나의 자동차 콘센트가 있다. 일부 차량에는 더 많은 전원 콘센트가 있을 수 있다: 보통 앞좌석 승객용 하나, 뒷좌석 승객용 하나, 그리고 짐칸용 하나.
전원 콘센트의 전압은 일반적으로 12V DC에 가까우며, 엔진이 작동 중일 때는 13.5V에서 15V 사이로 상승할 수 있다. 화물자동차에서는 전원 콘센트의 전압이 24V DC에 가까울 수 있다.
12V 전원 회로는 자동차 퓨즈로 보호되며, 종종 10~20암페어로 정격되어 120~240와트의 전력을 제공한다. 헤어 드라이어 또는 토스터와 같은 대형 가전제품은 보조 전원 소켓에서 공급하기에는 너무 많은 전력을 소비한다. 점화를 통하지 않고 직접 배선하면, 외부 전원에서 콘센트를 통해 방전된 자동차 배터리를 충전할 수 있는데, 이는 자동차 배터리의 전기 클램프를 통해 지원되는 전류보다 느리지만 더 편리하다.

## 역사
전기 시가 라이터는 1880년대 초 스위스-오스트리아 발명가 프리드리히 빌헬름 신들러가 발명하고 특허를 받았다. 1890년대에는 이러한 도구들이 주요 독일 백화점 카탈로그에서 전기 시가 라이터(Cigarrenanzünder, 나중에는 Zigarrenanzünder)로 판매되었다. 대공황 이전에 담배가 시가 판매량을 앞질렀고, "담배 라이터"로 더 널리 알려지게 되었지만, 여전히 표준 시가의 직경인 21 밀리미터 (0.83 in) 또는 52 링 게이지를 유지했다.
1921년, 모리스 미국 특허 1,376,154는 착탈식 발열체를 가진 소위 "무선" 또는 "무선" 라이터에 대해 발행되었다. 점화기는 소켓에서 가열된 다음 적절한 시간 간격 후에 수동으로 제거하여 사용했다.
미국에서는 1925년~1926년에 일부 모델에서 담배 라이터가 나타나기 시작하였으며, 1950년대에는 표준 기능이 되었다.
1928년, 브리지포트의 코네티컷 자동차 특수 회사(Casco)는 코드와 릴을 사용하는 자체 버전의 자동차 담배 라이터 특허를 받았다. 릴형 라이터에서는 점화 장치가 스프링 드럼에 감긴 케이블로 전류원에 연결되어 점화 장치와 케이블을 소켓에서 빼내어 시가나 담배를 켜는 데 사용할 수 있었다. 분리형 플러그가 소켓으로 돌아오면 전선이 다시 감겼다. 회로는 버튼을 누르거나 소켓에서 점화기를 제거하여 닫혔다.
현대적인 "자동" 탈착식 자동차 V-코일 라이터는 1956년 Casco에 의해 개발되었으며, 1960년에 발행된 미국 특허 2,959,664를 받았다.

## 기술 설계
소켓과 결합 플러그는 ANSI/SAE J563 사양에 정의되어 있다. 12볼트 시스템의 경우 중앙 접점은 양극 단자이고 셸은 음극 단자이다. 대부분의 자동차는 음극 단자를 차량 프레임(음극 접지)에 연결한다.
12볼트 자동차 커넥터는 안전을 위해 UL 표준을 준수하도록 만들어진다. UL2089는 차량의 배터리 전원 전기 시스템에서 공급되도록 의도된 24V DC 이하 정격 휴대용 어댑터의 요구 사항을 다루기 위해 개발되었다. 이 표준에 포함된 제품에는 자동차에서 발견되는 표준 담배 라이터 소켓과 결합되는 플러그의 코드 어셈블리가 포함된다.
6볼트 담배 라이터 소켓 및 플러그
- 소켓 내경: 21.34–21.46 mm (중앙값 21.4 mm)
- 플러그 본체 직경: 21.08–21.23 mm (중앙값 21.155 mm)

12볼트 담배 라이터 소켓 및 플러그, A형
- 소켓 내경: 20.93–21.01 mm (중앙값 20.97 mm)
- 플러그 본체 직경: 20.73–20.88 mm (중앙값 20.805 mm)
- 주로 미국 자동차에 사용된다.

12볼트 담배 라이터 소켓 및 플러그, B형
- 소켓 내경: 21.41–21.51 mm (중앙값 21.455 mm)
- 플러그 본체 직경: 21.13–21.33 mm (중앙값 21.18 mm)
- 주로 유럽 자동차에 사용되며, 때로는 미국 자동차에서 DC 전원 연결을 위한 두 번째 소켓으로 사용되기도 한다.

플러그에는 종종 전기 전원이 연결되었음을 나타내는 파일럿 램프 LED 표시등이 포함된다. 선택적으로, 플러그는 전기 안전을 위해 내부 퓨즈를 장착할 수 있으며, 일반적으로 10암페어 이하로 정격된다. 일부 디자인에서는 플러그 끝을 나사로 풀어 원통형 유리 퓨즈를 드러낼 수 있으며, 다른 변형은 플러그 측면 또는 뒷면에 블레이드형 퓨즈를 삽입할 수 있다.

## 용도

### 라이터

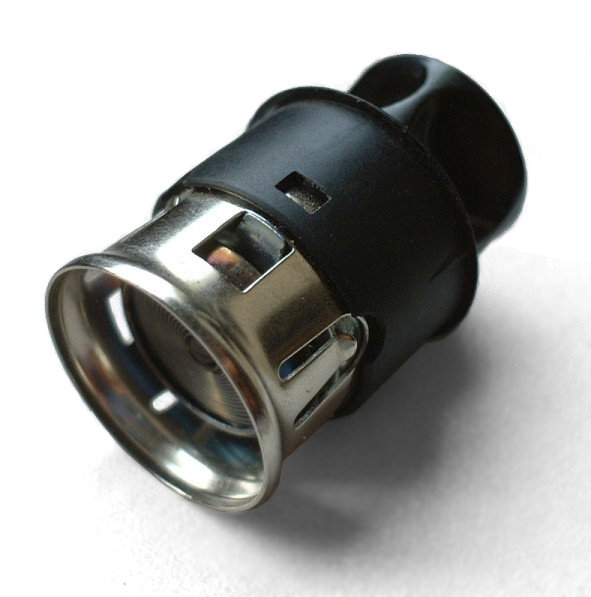
자동차 담배 라이터, 전면에 황동색 발열체가 보인다

라이터는 얇고 평평한 니크롬 금속 스트립 코일이 들어 있는 금속 또는 플라스틱 실린더로, 장치가 활성화되면 (보통 푸시 버튼처럼 소켓에 밀어 넣음으로써) 높은 전류(≈10 암페어)가 통과한다. 밀어 넣으면 라이터는 바이메탈 스트립에 부착된 클립에 의해 스프링의 힘에 저항하여 고정된다. 발열체는 몇 초 만에 주황색으로 뜨겁게 빛나고, 이로 인해 바이메탈 스트립이 구부러져 메커니즘이 풀린다. 손잡이가 튀어나와 사용자가 가열 시간을 맞출 필요가 없어진다. 라이터를 소켓에서 즉시 제거하면 담배, 시가, 대마초 또는 부싯깃을 켤 수 있다.
1960년대부터 1970년대까지 알파 로메오와 페라리 같은 이탈리아 자동차의 일반적인 특징은 브리코 프램 담배 라이터인데, 이는 시각적으로 전통적인 디자인과 유사함에도 불구하고 담배를 켜기 위해 라이터가 튀어나오지 않는다는 점에서 기존 디자인과 다르다. 대신, 라이터의 중앙에는 사용자가 담배를 발열체에 닿을 때까지 삽입할 수 있는 테이퍼형 개구부가 있으며, 손잡이 가장자리를 눌러 라이터를 활성화하면 발열체가 담배에 불을 붙이고 일반적인 라이터와 마찬가지로 원하는 온도에 도달하면 들리는 핑 소리와 함께 회로를 분리한다. 이러한 디자인의 장점은 뜨거운 발열체가 탑승자의 무릎에 실수로 떨어지는 것을 방지하여 안전하다는 점이다. 하지만 라이터를 제거하여 콘센트로 사용할 수 없으며, 개구부가 충분히 크지 않아 시가에 불을 붙일 수도 없다.

### 전기 콘센트

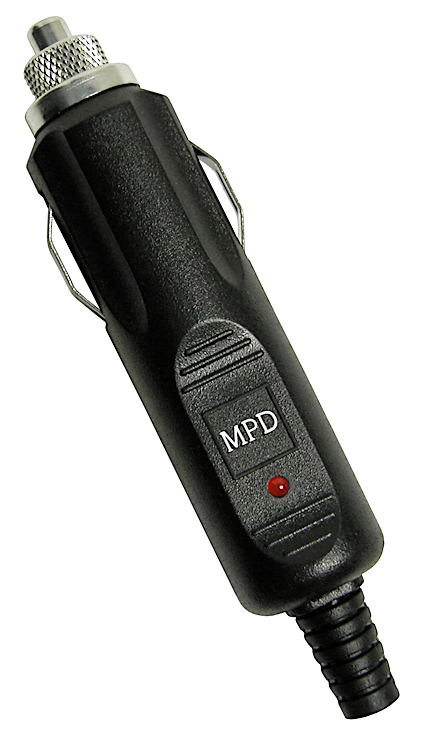
12볼트 담배 라이터 플러그, 내부 퓨즈를 교체하기 위해 나사를 풀 수 있는 팁이 있다

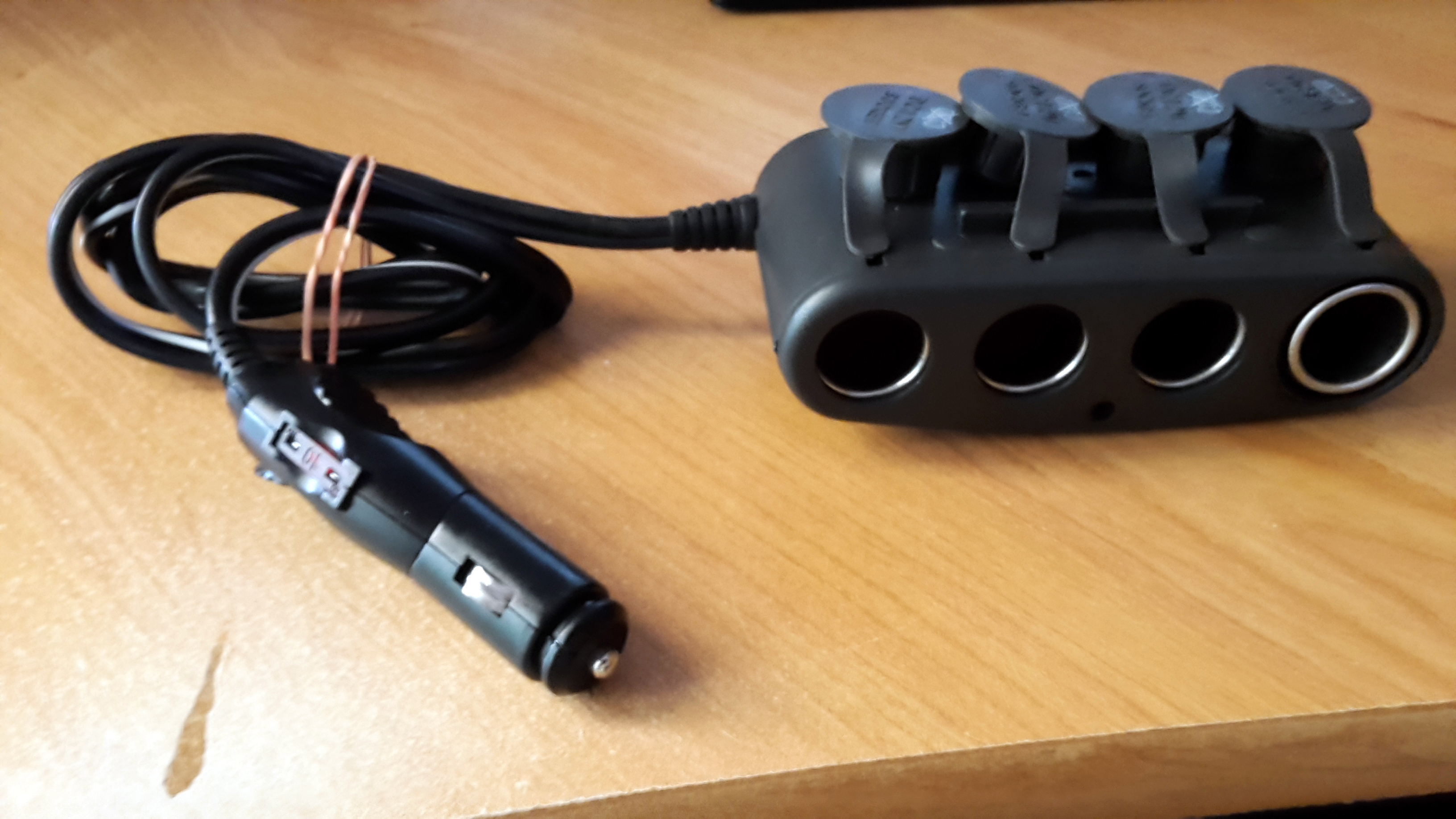
보조 전원 콘센트용으로 설계된 전원 스트립

신형 자동차에는 라이터 발열체가 없는 플라스틱 커버가 있는 소켓이 장착되어 있다. 하지만 이 소켓은 용도가 변경되어 차량 내 소비자 가전에 전원을 공급하는 데 계속 사용되고 있다. 종종 차량에는 편의를 위해 여러 개의 콘센트가 제공되기도 하며, 일부는 차량의 뒷좌석 승객 구역이나 심지어 화물 구역에 위치하여 휴대용 장치에 전원을 공급한다. 이러한 콘센트에는 일반적으로 플라스틱 캡이 연결되어 있으며, 전기 담배 라이터에 의해 발생하는 열을 견디도록 의도되지 않았기 때문에 일반적으로 DC 전원 전용으로 표시되어 있다.
담배 라이터 소켓을 12볼트 DC 전원 공급에 사용하는 것은 사실상 표준에 대한 하위 호환성의 예이다. 전원 커넥터로서 라이터 소켓은 다른 DC 커넥터보다 크고 사용하기 어렵고 신뢰성이 떨어진다. 담배 라이터 소켓은 많은 고속도로 차량과 일부 보트에서 널리 사용된다. 자동차 배터리에 직접 연결하기 위한 케이블과 악어 클립이 부착된 휴대용 담배 라이터 소켓은 임시 사용이 가능하다. 신형 차량에서는 하나 이상의 USB 커넥터도 제공될 수 있다. 또한 신형 자동차에서는 라이터 플러그의 전원 출력이 매우 안정적이어서 전압 문제 없이 노트북을 충전할 수 있다.
표준화된 12볼트 DC 자동차 플러그는 미국에서 UL(Underwriters Laboratories) 표준 2089 차량 배터리 어댑터에 의해 정의된다. 이 표준은 담배 라이터 소켓에 삽입되는 플러그와 코드 세트를 다룬다. 유럽에서는 12볼트 플러그와 소켓이 특별히 규제되지 않으며 CE 마크 승인이 필요하지 않다.
수컷 플러그는 콘센트와 자동차 배터리 사이에 일반적으로 규제 회로가 없기 때문에 차량에 전원을 공급하여 배터리를 재충전하는 데 사용되기도 한다. 예를 들어, 휴대용 태양광 배터리 유지 장치는 일반적으로 이런 방식으로 차량 배터리에 연결된다. 트리클 충전기도 때때로 이런 방식으로 연결되어 차량 후드를 열어둘 필요를 없애고 역극성 가능성도 제거한다. 오늘날 대부분의 자동차는 배터리 음극 접지 시스템으로 설계되어 있으며 따라서 +12V 양극 전원 분배를 한다. 이런 경우 플러그/소켓의 중앙 핀은 +12V DC이고 외부 케이스는 0V가 된다. 담배 라이터의 경우 극성은 문제가 되지 않지만, 다른 종류의 액세서리를 연결할 때는 극성이 올바르게 일치하는지 확인하는 것이 신중하다.
일부 모델에서는 점화 키가 제거되면 담배 라이터 콘센트에 전원이 공급되지 않아 충전이 불가능하지만, 퓨즈 박스를 개조하여 "피기백" 커넥터를 통해 연속 전원이 공급되는 퓨즈 슬롯에서 병렬 회로를 구축함으로써 연속 전원 출력을 잠금 해제할 수 있다.
담배 라이터 소켓은 원래 담배 라이터를 가열하기 위해서만 설계되었기 때문에 이 소켓을 일반 전원 커넥터로 재활용하면 많은 문제가 발생할 수 있다. 부분적으로 호환되는 물리적 치수 문제 외에도 플러그가 정상적인 주행 조건에서 고정 불량으로 인해 소켓에서 진동으로 빠져나올 수 있다. 또한, 접촉 불량과 옴 저항으로 인한 발열로 인해 플러그 팁이 녹았다는 보고도 있다.
두 번째 문제는 자동차의 명목상 "12볼트" 전원이 크게 변동한다는 것이다. 콘센트는 자동차의 전기 시스템에 직접 연결되어 있다. 실제 전압은 자동차 배터리의 전압과 일치하며, 휴면 상태일 때는 약 12.5볼트(추운 조건에서는 더 낮음), 엔진과 교류 발전기/발전기가 작동 중일 때는 약 14.5볼트(추울 때는 더 높음)이며, 엔진 시동 중에는 높은 일시적인 배터리 전류 사용으로 인해 순간적으로 5-6볼트까지 떨어질 수 있다. 사용 시 DC-DC 변환기는 일반적으로 작은 변동을 보상하지만, 독립적인 배터리 전원 무정전 전원 공급 장치 없이는 안정적인 전원을 사용할 수 없을 수 있다.
드물게, 엔진이 작동 중일 때 자동차 배터리가 분리되거나, 자동차가 점프 스타트를 받을 때 더 극심한 전압 변동이 발생할 수 있다. 엔진이 작동 중일 때 배터리가 분리되면, 축전기와 유사한 전압 평활 효과를 사용할 수 없으며, 내장된 전압 조정기가 차량 배터리를 충전하기 위해 교류 발전기 계자 전류를 제어하고 있었기 때문에 로드 덤프 과도 현상이 매우 높은 전압을 생성할 수 있다. 비록 전압 조정기가 출력 전압을 일정하게 유지하기 위해 계자 전류를 줄이려고 시도하겠지만, 계자 코일은 매우 유도성이 높고 새로운 값으로 전류를 설정하는 데 수백 밀리초가 걸리며, 이 시간 동안 교류 발전기 출력 전압은 의도된 값을 초과할 것이다. 로드 덤프 과도 현상은 또한 교류 발전기의 다이오드를 고장 전압을 초과하여 파괴할 수도 있다. 트럭에서 점프 스타트를 받는 자동차는 일부 차량에서 사용되는 24V 전기 시스템에 노출될 수 있다. 또한, 추운 기후에서는 일부 견인차 운전자들이 "더블 배터리 점프 스타트"를 수행하기도 한다.
콘센트에서 전력을 공급받을 장비는 간헐적인 접촉과 명목상 12V DC 외의 전압, 예를 들어 연속적으로 최대 전압 9–16V, 또는 1시간 동안 20V, 1분 동안 24V, 400ms 동안 40V의 최대 전압을 고려해야 한다. 보호 부품 정격 허용 오차의 예는 +50에서 −60V DC이다. 견고한 장비는 −40 and +85 °C (−40 and 185 °F) 사이의 온도 변화와 습기 및 물 응축 가능성을 견뎌야 한다.

## 같이 보기
- 무선 충전

## 내용주
1. 1 2  LifeWire.com 기사: “자동차 담배 라이터에서 12V 액세서리 소켓으로”
2. ↑  Sandoval, David (2010년 10월 6일). “How to Charge a Car Battery Through a Cigarette Lighter”. 《It Still Runs》 (영어). 2021년 10월 27일에 확인함.
3. ↑  GB patent GB189412411A, Friedrich Wilhelm Schindler, "Electric Igniting Device, suitable for Lighting Tobacco-pipes and Cigars.", issued 1895-04-20
4. 1 2  “Cuno Engineering v. Automatic Devices”.
5. ↑  Valdes-Dapena, Peter (2003년 11월 4일). “Cigarette lighters: The new cupholders?”. CNN.com. 2007년 6월 5일에 확인함.
6. 1 2  “Casco Cigar lighter Facts & Figures”. Casco. 2007년 6월 25일에 원본 문서에서 보존된 문서. 2007년 6월 5일에 확인함.
7. ↑  “Standard for 12 Volt Cigarette Lighters, Power Outlets, and Accessory Plugs”. 《SAE International》. 2016년 2월 16일에 확인함.
8. ↑  미국 특허 5,932,126
9. ↑  “Latest Gallup Update Shows Cigarette Smoking Near Historical Lows”. Gallup.com. 2007년 7월 25일. 2009년 4월 8일에 확인함.
10. ↑  Laukkonen, Jeremy. “12V Socket or Cigarette Lighter Receptacle? The De Facto 12V DC Power Socket”. 《Lifewire.com》. 2021년 2월 28일에 확인함.
11. ↑  “How you can Add Wires for an Automotive Fuse Box - Hardware | RDTK.net”. 2020년 7월 29일.
12. ↑  “Plugging the cigar lighter gap”. Service Management 365. 2007년 7월 17일에 원본 문서에서 보존된 문서. 2007년 5월 30일에 확인함.
13. ↑  Emadi, Ali (2005년 5월 25일), 《Handbook of automotive power electronics and motor drives》, CRC press, 119쪽, ISBN 0-8247-2361-9, The maximum operating voltage for 14 V systems is specified at 24 V, representing a double battery jump-start condition.
14. ↑  “Double-Battery Jump Start”, 《High-Frequency Automotive Power Supplies》, Application note 3893 (Maxim Integrated Products), 2007년 7월 17일, Another steady-state OV condition is the double-battery jump start, which occurs when a 견인차 또는 기타 서비스 담당자가 24V를 사용하여 고장난 차량을 점프 스타트하거나 방전된 배터리를 충전할 때 발생한다. 이 조건에 대한 일반적인 OEM 테스트 요구 사항은 24V에서 2분 정도이다. 안전 및 엔진 관리에 관련된 일부 시스템은 이러한 조건에서 작동해야 한다.
15. 1 2  EMC_CS_2009rev1.pdf
16. ↑  “LM2931 Datasheet” (PDF). 《Cika》. 2016년 2월 16일에 확인함.